# Eugenia Malinowska
Eugenia Stefania Malinowska-Baum z d. Nowicka ps. Genia (ur. 9 grudnia 1905 we Włocławku, zm. 9 lutego 1989 w Warszawie) – od listopada 1939 w SZP-ZWZ, później jako „Genia” łączniczka Wydziału Dywersji O II KG ZWZ-AK, w Powstaniu łączniczka bojowa i zastępczyni szefa łączności Zgrupowania „Radosław”.

## Życiorys
Urodziła się 9 grudnia 1905 we Włocławku, będący pod ówczesnym zaborem rosyjskim, w rodzinie Henryka Nowickiego i Joanny ze Skowrońskich. Podczas I wojny światowej jej rodzina została ewakuowana przez władze carskie do Petersburga, z którego powrócili w 1918 i zamieszkali w Warszawie. 20 maja 1925 Eugenia otrzymała świadectwo maturalne, kończąc Gimnazjum Żeńskie im. Klementyny z Tańskich Hoffmanowej, a po jego ukończeniu, od 9 października podjęła studia polonistyczne na Uniwersytecie Warszawskim, które przerwała w 1929. Już podczas studiów pracowała w świetlicach Kursów dla Dorosłych i Młodocianych magistratu m. Warszawy. Prawdopodobnie w tym czasie wyszła za mąż (brak danych o dacie ślubu i o mężu) i zajęła się wychowaniem dzieci.
Od listopada 1939 zaangażowała się w działalność konspiracyjną w SZP-ZWZ-AK. Pod ps. Genia pełniła funkcję łączniczki Wydziału Dywersji Komendy Głównej ZWZ-AK.
Podczas powstania warszawskiego służyła jako łączniczka bojowa oraz zastępczyni szefa łączności Zgrupowania „Radosław”. Uczestniczyła we wszystkich walkach Zgrupowania na Woli, Starym Mieście, Czerniakowie i Mokotowie. Po upadku Powstania zbiegła z transportu jenieckiego, odszukała matkę oraz swoje dzieci i zamieszkała z nimi pod Kielcami. Do czasu wejścia wojsk sowieckich była czynna prawdopodobnie w KO Kielce w PŻ.
Podporucznik Eugenia Malinowska-Baum Rozkazem Dowódcy AK Nr 512 z 2 października 1944 została odznaczona Krzyżem Srebrnym Orderu Wojennego Virtuti Militari (na wniosek ppłk. J. Mazurkiewicza „Radosława”). Nadanie zostało zweryfikowane przez III Kapitułę Londyńską w 1965 z nr. Krzyża 13011 oraz przez GKWO przy ZG ZBoWiD w 1966 z nr. zaświadczenia DK-05135/W.
Po zakończeniu działań wojennych przez rok mieszkała w Łodzi, gdzie pracowała w Związku Rewizyjnym Spółdzielni RP, który później przekształcono w Centralny Związek Spółdzielni. W 1946 razem z instytucją przeniosła się do Warszawy. Następnie pracowała w Centrali Rolniczej „Samopomoc Chłopska” oraz w Dyrekcji Budowy Osiedli Robotniczych. Ukończyła Państwowy Kurs Budownictwa w zakresie planowania i inwestycji. Z powodu choroby serca w latach 1956-1960 nie pracowała zawodowo, po czym od 1961 pracowała w Pracowni Architektonicznej Warszawskiej Spółdzielni Mieszkaniowej znajdującej się przy ul. Krasińskiego 16  na stanowisku ekonomisty-planisty, biorąc czynny udział w pracach społecznych. W przedsiębiorstwie była kilkakrotnie „mężem zaufania”, a także członkiem zarządu kasy pożyczkowej oraz członkiem komisji oświatowych. W 1967 przeszła na emeryturę. Była członkiem Związku Bojowników o Wolność i Demokrację . Mieszkała wówczas razem z wnuczką i jej opiekunką w jednopokojowym mieszkaniu, które znajdowało się na Żoliborzu w Alei Zjednoczenia 15. Wskutek pomocy m.in. Zarządu Okręgu Warszawskiego ZBoWiD otrzymała samodzielne mieszkanie przy ul. Suzina 3. Zmianę nazwiska z Baum na Malinowska uzyskała decyzją Wydziału Spraw Wewnętrznych Prezydium Dzielnicowej Rady Narodowej Warszawa-Żoliborz z dnia 30 czerwca 1967.
Zmarła 9 lutego 1989 w Warszawie.